# Ang Vong Vathana
Ang Vong Vathana est un homme politique cambodgien.
Il est ministre cambodgien de la Justice depuis mai 2004.
Il est cité dans l'affaire des Panama Papers en avril 2016.